# Jupiter Island
Jupiter Island é uma vila localizada no estado americano da Flórida, no condado de Martin. Foi incorporada em 1953.

## Geografia
De acordo com o United States Census Bureau, a vila tem uma área de 9,3 km², onde 7 km² estão cobertos por terra e 2,3 km² por água.

### Localidades na vizinhança
O diagrama seguinte representa as localidades num raio de 16 km ao redor de Jupiter Island.

## Demografia
Segundo o censo nacional de 2010, a sua população é de 817 habitantes e sua densidade populacional é de 117,3 hab/km². Possui 762 residências, que resulta em uma densidade de 109,4 residências/km². É a localidade que, em 10 anos, teve o maior crescimento populacional do condado de Martin.